# Cecil Edgar Tilley
Pour les articles homonymes, voir Tilley.
Cecil Edgar Tilley (14 mai 1894-24 janvier 1973) est un pétrologiste et géologue australo-britannique.

## Biographie
Tilley naît à Unley, Adélaïde d'un père britannique et d'une mère australienne. Il fait ses études à l'Adelaide High School puis étudie avec William Rowan Browne à l'université d'Adélaïde et à l'université de Sydney. Pendant la Première Guerre mondiale il travaille dans l'industrie de l'armement en Angleterre
En 1919 il gagne une bourse pour étudier à l'université de Cambridge, à partir de cette date il passe la plus grande partie de sa vie en Angleterre où il est professeur de minéralogie et de pétrologie à Cambridge de 1931 à 1961.
À ses débuts Tilley se spécialise dans les roches métamorphiques, principalement le métamorphisme de contact entre le magma et les craies ou les sédiments. À partir des années 1950 il étudie les roches ignées.
Tilley devient membre de la Royal Society en 1938, il reçoit la médaille Bigsby en 1937, la médaille Wollaston en 1960 et la médaille royale en 1967. Il est aussi président de la Société géologique de Londres en 1949 et 1950. Un minéral, la tilleyite, Ca5Si2O7(CO3)2 porte son nom.
Au cours de sa carrière Tilley influence l'enseignement de la géologie en Australie en encourageant de jeunes diplômés de ce pays à faire leurs études post-doctorales à Cambridge.

## Publications
- Metamorphism; a study of the transformations of rockmasses par Alfred Harker et Cecil Edgar Tilley.
- Hawaiian volcanoes (Nottingham University. Abbott memorial lectures, 1961) par Cecil Edgar Tilley.